# Strumigenys masukoi
Strumigenys masukoi (лат.) — вид мелких муравьёв из подсемейства Myrmicinae. Южная Корея и Япония. Название дано в честь японского мирмеколога Keiichi Masuko, собравшего типовую серию в 1983 году. Длина оранжево-коричневого тела около 2 мм. Отличается следующими признаками: клипеус заметно длиннее своей ширины; дорзум тела покрыт многочисленными длинными жгутиковидными волосками; жвалы короткие, треугольные; голова с затылочной выемкой. Усики 6-члениковые. Хищный вид, охотящийся на мелкие виды почвенных членистоногих. Стебелёк между грудкой и брюшком состоит из двух члеников: петиолюса и постпетиолюса (последний четко отделен от брюшка), жало развито, куколки голые (без кокона). Специализированные охотники на коллембол. Вид был впервые описан в 1998 году под названием Smithistruma masukoi. С 1999 года стал Pyramica masukoi, а в 2007 году получил современное название. Включён в состав видовой группы Strumigenys baudueri (Dacetini)